# Muraltia salsolacea
Muraltia salsolacea är en jungfrulinsväxtart som beskrevs av Chod.. Muraltia salsolacea ingår i släktet Muraltia och familjen jungfrulinsväxter. Inga underarter finns listade i Catalogue of Life.